# Cuvieronius
Cuvieronius é um gênero de Proboscídeos que viveu desde o Sul dos Estados Unidos até o sul da Bolívia, com mais de  39 fósseis encontrados por toda esta distribuição. Vivia em planícies frias e com outros representantes da megafauna, tais como megatherium, e até outros Proboscídeos, como mastodontes. O primeiro representante do gênero foi descoberto em 1805, pelo paleontólogo e zoólogo Georges Cuvier, sendo o primeiro representante denominado Mastodon andium.

## Biologia
Era um animal que provável mente tinha uma grande pelagem distribuída por grande parte do corpo, os representantes deste grupo podiam medir até 2,3 metros de altura, e pesar até 3,5 toneladas. A biologia do gênero é marcada pelas presas longas, cabeça longa e orelha pequena.

## Ecologia
Viveu junto dos humanos primitivos e animais da Megafauna. Vivia principalmente em planícies geladas e em áreas montanhosas. Os principais fatores que impulsionaram a extinção deste gênero se deve principalmente a competição de recursos dietéticos com Mamutes e Mastodontes.